# Памятник Сталину (Улан-Батор)
Памятник Сталину в Улан-Баторе — памятник государственному деятелю СССР И. В. Сталину работы скульптора Н. Томского, располагавшийся напротив входа в Центральную библиотеку им. Сталина в столице Монгольской народной республики.

## История
Памятник по заказу Правительства МНР был отлит на Ленинградском литейном заводе и установлен на основании Указа президиума Малого Государственного Хурала МНР от 20 декабря 1949 года в честь 70-летия со дня рождения Сталина.
Вопреки просьбам советского руководителя Н. С. Хрущёва руководитель МНР Ю. Цэдэнбал отказался демонтировать памятник. Известно, что в других странах социалистического лагеря памятники Сталину были демонтированы повсеместно. Памятник все же был демонтирован в ночь на 22 декабря 1990 года при помощи трех самоходных кранов и бульдозера. Таким образом памятник стал последним памятником Сталину, стоявшим в столице государства (кроме России). Демонтированная статуя была окроплена молоком и молочной водкой. Как сообщает автор работы «Борьба с памятниками и памятью на постсоветском пространстве» Левон Абрамян, это было сделано для того, «чтобы умилостивленный таким образом дух Сталина никогда больше не вернулся». Скульптура была отправлена на хранение в хозяйственные помещения библиотеки, где хранилась в специально изготовленном деревянном ящике. Постамент памятника также был демонтирован.
В июне 2005 года на его месте был торжественно открыт памятник монгольскому учёному Б. Ринчину (скульптор Ц. Амгалан). В 2001 году четырёхметровая статуя Сталина была приобретена одним предпринимателем и установлена в летнем кафе «Ismus». Таким образом пивбар Ismus приобрёл известность как единственное место в мире, в котором установлена многометровая статуя Сталина.